# Crézancy-en-Sancerre
Crézancy-en-Sancerre település Franciaországban, Cher megyében. Lakosainak száma 425 fő (2022. január 1.). Crézancy-en-Sancerre Bué, Menetou-Râtel, Neuilly-en-Sancerre, Neuvy-Deux-Clochers, Sens-Beaujeu és Veaugues községekkel határos.

## Népesség
A település népessége az elmúlt években az alábbi módon változott:
| Lakosok száma | 562  | 511  | 510  | 508  | 476  | 475  | 486  | 454  | 438  | 425  |
|               | 1968 | 1982 | 1990 | 2006 | 2013 | 2015 | 2017 | 2019 | 2020 | 2022 |